# Hideki Shirakawa

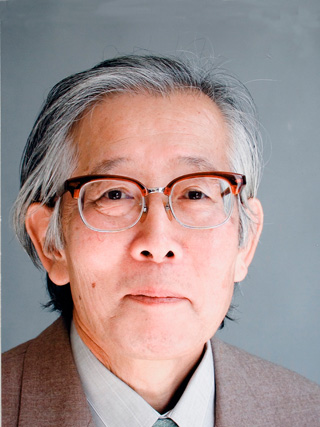
Hideki Shirakawa

Hideki Shirakawa (japanisch 白川英樹 Shirakawa Hideki, * 20. August 1936 in Tokio, Japan) ist ein japanischer Chemiker. Zusammen mit Alan J. Heeger und Alan MacDiarmid erhielt er im Jahr 2000 den Chemie-Nobelpreis für die Entdeckung und Entwicklung leitfähiger Polymere. Im selben Jahr wurde er mit dem japanischen Kulturorden ausgezeichnet.
Ausgangspunkt für seine bahnbrechenden Arbeiten war seine (angeblich zufällige) Entdeckung, dass sich die elektrische Leitfähigkeit von Polyacetylen durch Dotierung um mehrere Größenordnungen erhöhen lässt. Leitfähige Polymere werden beispielsweise als antistatische Verpackungen für empfindliche elektronische Bauteile verwendet. Die aktuelle Forschung zielt insbesondere auf die Entwicklung von Halbleitern auf Polymerbasis für die Herstellung günstiger elektronischer Komponenten („Organische Elektronik“) wie Transistoren, Leuchtdioden, Organischen Solarzellen (OPV) und biegsamen Leiterbahnen.
Hideki Shirakawa arbeitete an der Universität Tsukuba.